# One Court Square
One Court Square este o clădire cu 50 de etaje și cu o înălțime de 200,5 m ce se află în New York City.